# Attaques de Smara et Boukraa
Pour les articles homonymes, voir Bataille de Smara et Bataille de Boukraa.
Guerre du Sahara occidental
Batailles
Les attaques de Smara et Boukraa ont eu lieu en juillet 1982  pendant la guerre du Sahara occidental près de Smara. Le Front Polisario essaie en vain d'attaquer le 1er mur des sables qui protège le « triangle utile » Laâyoune-Smara-Boukraa.

## Contexte

Étapes de la construction du mur des sables. En 1982 le mur ne protège qu'une petite partie du Sahara occidental.

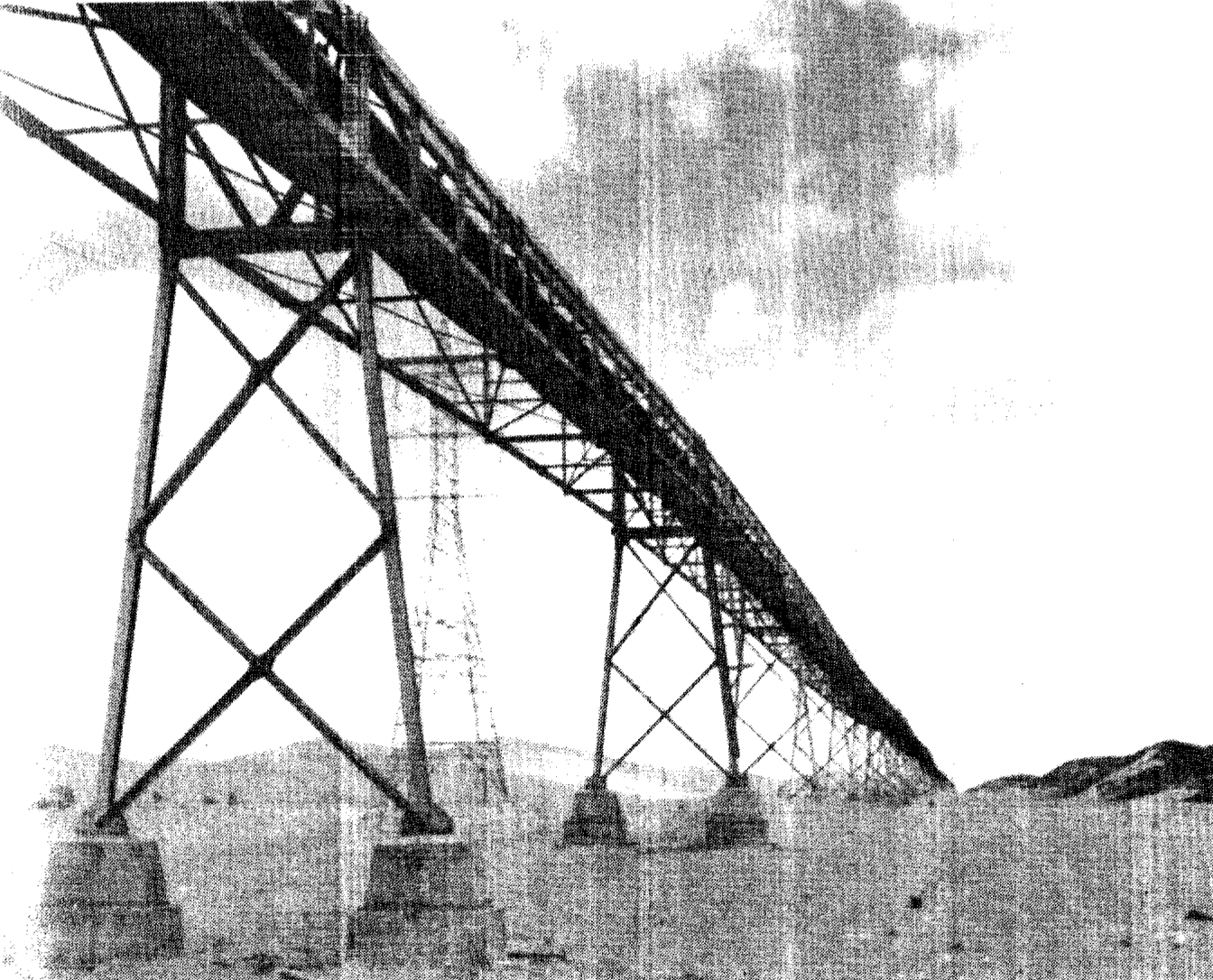
La bande transporteuse de Boukraa au début des années 1970. Bloquée par les raids du Polisario, elle est relancée au début des années 1980.

La bataille a lieu à l'approche du 19e congrès de organisation de l'unité africaine qui doit se tenir à Tripoli,. Elle met fin à une trêve de six mois. Sous la direction du colonel Meki Najji, chef de secteur, et du colonel-major Ahmed Dlimi, commandant de la zone sud, les forces armées royales relancent la construction d'une nouvelle ligne de défense 15 km devant Smara tandis que l'exploitation du phosphate est relancée à Boukraa.

## Attaque du 3 juillet
Le Polisario attaque au nord de Smara le 3 juillet pour empêcher la construction de la nouvelle ligne de défense. Il engage 2 bataillons et quelques BMP-1 et Panhard AML. L'attaque est repoussée grâce l'aviation marocaine. Si le Polisario annonce trente véhicules et plusieurs canons ont été détruits et que 150 Marocains tués en cinq heures de combat, l'agence MAP annonce que les Marocains ont eu 7 tués et 20 blessés. Les indépendantistes auraient perdu 4 Land Rover Series et 2 Toyota Land Cruiser.

## Attaque du 15 juillet
Le Front Polisario relance une attaque le 15 au même endroit avec deux ou trois bataillons. L'attaque est repoussé, le Maroc annonçant avoir tué plus de soixante indépendantistes et détruit 4 véhicules.

## Attaque du 19 juillet
Le 19, une unité sahraouie d'une centaine de véhicule attaque près du Draa Afrafir, à l'ouest de Boukraa. Elle aurait perdu de nombreux morts et seize véhicules.

## Attaque du 22 juillet
Une dernière attaque le 22 juillet dans la région de Lagueidat, toujours avec deux ou trois bataillons. Selon un communiqué du Polisario cité par l'agence APS, les Marocains auraient perdu plus de cent tués mais Rabat ne reconnait la mort que de deux soldats.

## Conséquences
Les attaques toutes repoussés, ne parviennent pas à empêcher la construction de la nouvelle ligne de défense en deux semaines. Les Marocains peuvent montrer aux journalistes un BMP-1 et d'autres véhicules capturés. Le fait que le Maroc ait proposé à des journalistes de venir visiter le champ de bataille montre que les forces armées royales ont vaincu les indépendantistes lors des affrontements.